# Governador Newton Bello
Governador Newton Bello is een gemeente in de Braziliaanse deelstaat Maranhão. De gemeente telt 11.642 inwoners (schatting 2009).
De gemeente grenst aan Zé Doca en Bom Jardim.